# Schronisko nad Popradzkim Stawem
Górski Hotel Popradzki Staw (słow. Horsky Hotel Popradske pleso) – hotel w Tatrach położony na wysokości 1508 m n.p.m. Znajduje się nad północno-zachodnim brzegiem Popradzkiego Stawu (Popradské pleso) w Dolinie Mięguszowieckiej w słowackiej części Tatr Wysokich. Jest ważnym węzłem komunikacyjnym (szlaki ze Szczyrbskiego Jeziora, Magistrala Tatrzańska, szlak na Rysy i Koprowy Wierch). Na budynku i stronie internetowej obiektu podawana jest wysokość usytuowania 1494 m. Jest ona jednak nieprawidłowa – na ścianie hotelu 0,2 m nad gruntem oraz kilka metrów na lewo od wejścia umiejscowiony jest punkt osnowy geodezyjnej o wysokości 1508,5479 m w układzie Balt po vyrovnaní.

## Historia

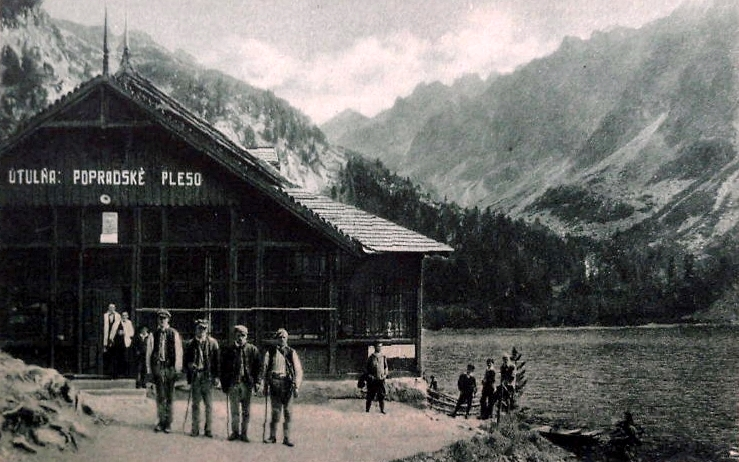
Popradská chata w 1888 roku

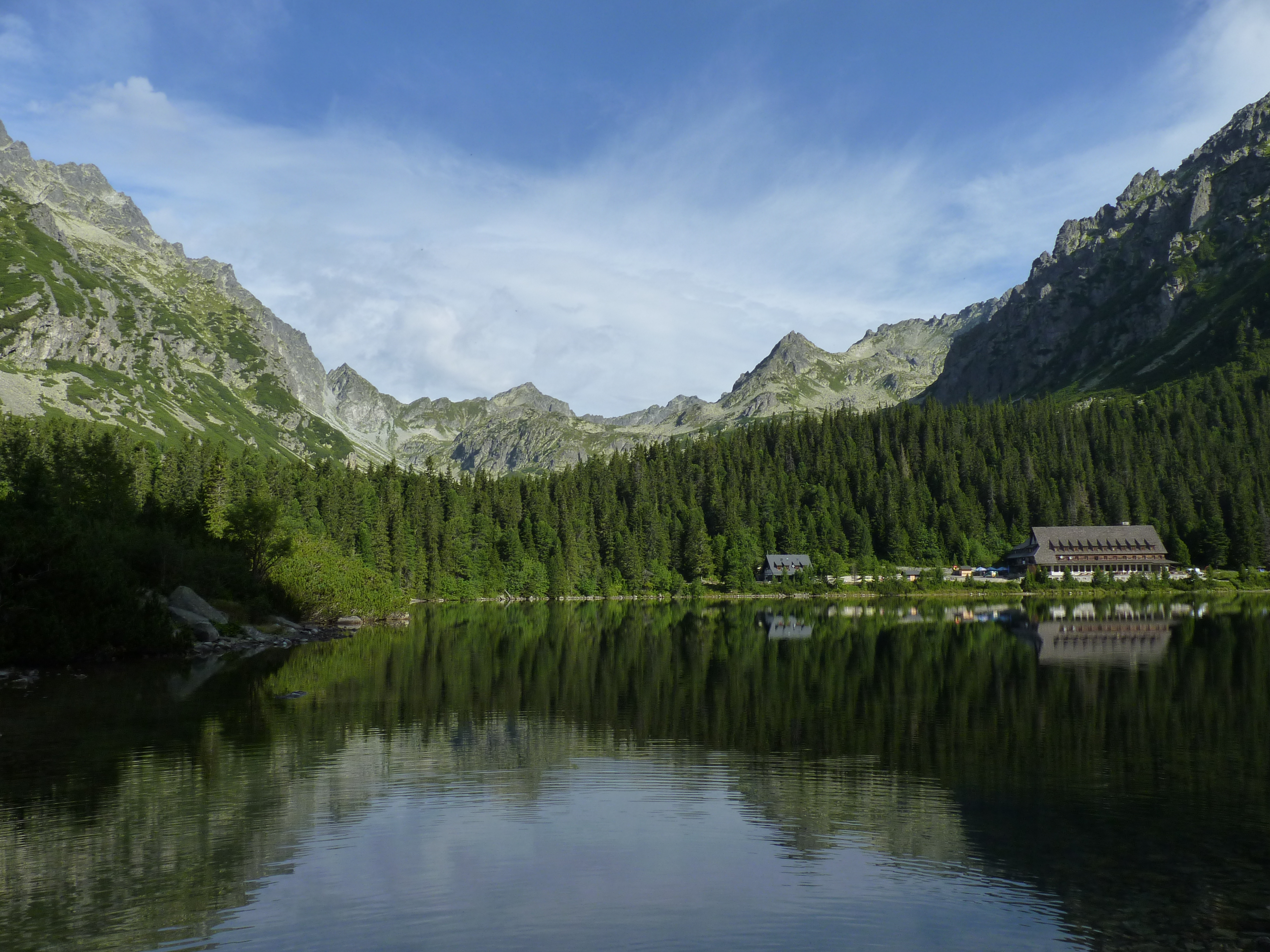
Popradzki Staw ze schroniskiem

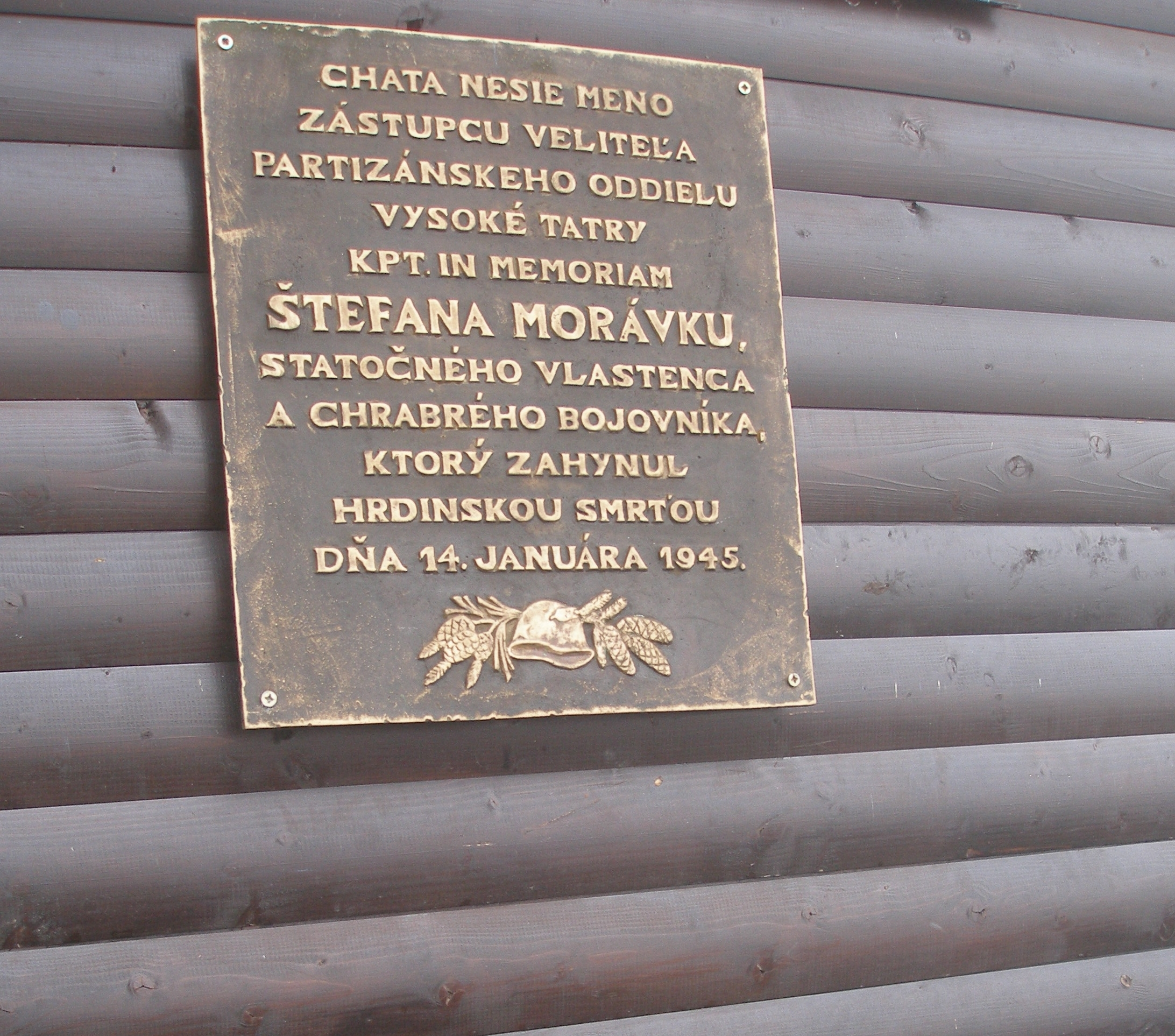
Tablica upamiętniająca kpt. Morávkę

Pierwsze schronisko nad Popradzkim Stawem zostało wybudowane w 1879 r. przez Węgierskie Towarzystwo Karpackie (MKE) pod nazwą Majláth-menedékház (słow. Majláthova chata, niem. Majláthhütte, Majláth-Schutzhaus) – upamiętniało ona pomysłodawcę budowy, działacza turystycznego Bélę Majlátha. Budynek kilkakrotnie niszczony był przez pożary, a następnie odbudowywany. W 1897 tereny nabył Christiana Hohenlohe, który w 1899 r. wybudował drewniany budynek. Od 1951 r. nosił on imię kpt. Štefana Morávki. Schronisko ostatecznie rozebrano po pożarze z 25 października 1964 r. i odbudowano dopiero w latach 2010–2011.
Obok fundamentów starego schroniska już od lat 1958–1961 istniał dzisiejszy duży hotel, dysponujący wówczas 110 miejscami noclegowymi. Początkowo był zarządzany przez przedsiębiorstwo Interhotel „Tatry”, natomiast od 1996 r. jest w rękach prywatnych. Dzisiaj schronisko ma 165 miejsc noclegowych i nadal bywa określane starą nazwą.

### Dawne nazwy
Schronisko nad Popradzkim Stawem, Schronisko Popradzkie (słow. Popradská chata, chata pri Popradskom plese, chata kapitána Morávku, niem. Popperseehütte, węg. Poprád-tavi menház, Poprádi-tavi menedékház)

## Szlaki turystyczne
Przy schronisku znajduje się węzeł szlaków turystycznych:
  – znakowana czerwono Magistrala Tatrzańska prowadząca ze Szczyrbskiego Jeziora nad Popradzki Staw, a stąd dalej w kierunku Przełęczy pod Osterwą i dalej do Batyżowieckiego Stawu.
- Czas przejścia ze Szczyrbskiego Jeziora nad staw: 1:15 h, ↓ 1:05 h
- Czas przejścia znad stawu na Przełęcz pod Osterwą: 1 h, ↓ 45 min

    – zielony ze Szczyrbskiego Jeziora, odchodzący od czerwonego po 30 min. Czas przejścia całej trasy: 1:15 h, ↓ 1:05 h
  – niebieski od stacji kolei elektrycznej Popradské pleso nad Popradzki Staw, a stąd dalej w górę Doliny Mięguszowieckiej do rozwidlenia ze szlakiem czerwonym na Rysy i na Wyżnią Koprową Przełęcz.
- Czas przejścia od stacji do stawu: 1 h, ↓ 35 min
- Czas przejścia znad stawu na Wyżnią Koprową Przełęcz: 2:15 h, ↓ 1:45 h

    – niebieskim szlakiem w górę Doliny Mięguszowieckiej i przez Dolinę Żabią Mięguszowiecką i Wagę na Rysy. Czas przejścia: 2:15 h, ↓ 1:45 h
  – żółty do Tatrzańskiego Cmentarza Symbolicznego pod Osterwą, stamtąd w dół do szlaku niebieskiego w Dolinie Mięguszowieckiej. Czas przejścia: 45 min w obie strony.
Szlak żółty otwarty jest tylko w sezonie letnim (15 VI – 31 X).

## Kontakt
- adres: Horský Hotel Popradské Pleso
PO BOX 12, 059 85 Štrbské Pleso[4]